# Бизимана, Огюстен
Огюсте́н Бизима́на (руанда , англ. и фр. Augustin Bizimana; 1954, Byumba Province — август 2000, Пуэнт-Нуар) — руандийский политический, государственный и военный деятель, находившийся в розыске за его предполагаемое участие в геноциде в Руанде.

## Биография
Бизимана родился в коммуне Гитуза, провинции Бьюмба в 1954, по национальности он — хуту. Бизимана занимал должность министра обороны при правительстве Жювеналя Хабьяриманы.

### Геноцид
После убийства Хабьяриманы 6 апреля 1994, Бизимана стал министром обороны во временном правительстве до середины июля 1994 года. Его полномочия включали контроль над владением оружием у гражданского населения и контроль над вооруженными силами Руанда (FAR), правительственная армия.
После наступления РПФ скрылся в Республике Конго.

### Обвинительное заключение
Бизимана были предъявлены обвинения в: геноциде, соучастии в геноциде, истреблении, убийстве, изнасиловании, пытках, других бесчеловечных актах, преследовании, жестоком обращении и оскорблении личного достоинства. Среди других преступлений он, как утверждается, был ответственен за убийства премьер-министра Агаты Увилингийимана, 10 бельгийских миротворцев Организации Объединённых Наций и граждан тутси.
Бизимана считался беглецом до мая 2020 года, когда тесты ДНК показали, что человеческие останки гробницы в Пуэнт-Нуар в Республике Конго принадлежали Бизимане. Было установлено, что он умер в Пуэнт-Нуаре в августе 2000 года.